# Stictoptera polysticta
Stictoptera polysticta là một loài bướm đêm trong họ Noctuidae.